# Electrón de valencia

Cuatro uniones covalentes. El elemento Carbono posee cuatro electrones de valencia y una valencia de cuatro. Cada átomo de hidrógeno posee un electrón de valencia y es univalente.

Los electrones de valencia son los electrones que se encuentran en el nivel principal de energía (n) más alto del átomo, siendo estos los responsables de la interacción entre átomos de distintas especies o entre los átomos de una misma. Los electrones en los niveles de energía externos son aquellos que serán utilizados en la formación de compuestos y a los cuales se les denomina como electrones de valencia.
Estos electrones son los que presentan la facilidad de formar enlaces. Estos enlaces pueden darse de diferente manera, ya sea por intercambio de estos electrones, por compartición de pares entre los átomos en cuestión o por el tipo de interacción que se presenta en el enlace metálico, que consiste en un "traslape" de bandas. Según sea el número de estos electrones, será el número de enlaces que puede formar cada átomo con otro u otros.
Solo los electrones externos de un átomo pueden ser atraídos por otro átomo cercano. Por lo general, los electrones del interior son afectados en menor medida y también los electrones en las subcapas d llenas y en las f, porque están en el interior del átomo y no en la superficie.
La valencia de un elemento es el número de electrones que necesita o que le sobra para tener completo su último nivel. La valencia de los gases nobles, por tanto, será cero, ya que tienen completo el último nivel. En el caso del sodio, la valencia es 1, ya que tiene un solo electrón de valencia, si pierde un electrón se queda con el último nivel completo.
Un átomo con una  cáscara cerrada de electrones de valencia (correspondiente a una configuración de gas noble) tiende a ser químicamente inerte. Los átomos con uno o dos electrones de valencia más de una cáscara cerrada son altamente reactivos debido a la relativamente baja energía para eliminar los electrones de valencia adicionales para formar un ion positivo. Un átomo con uno o dos electrones menos que una capa cerrada es reactivo debido a su tendencia a ganar los electrones de valencia que le faltan y formar un ion negativo, o bien a compartir electrones de valencia y formar un enlace covalente.
Al igual que un electrón interno, un electrón de valencia tiene la capacidad de absorber o liberar energía en forma de fotón. Una ganancia de energía puede provocar que el electrón se mueva (salte) a una capa exterior; esto se conoce como excitación atómica. O el electrón puede incluso liberarse de la envoltura de su átomo asociado; esto es ionización para formar un ion positivo. Cuando un electrón pierde energía (provocando así la emisión de un fotón), puede desplazarse a una capa interna que no esté totalmente ocupada.

## El número de electrones de valencia
El número de electrones de valencia de un elemento se puede determinar por el grupo de la tabla periódica de elementos (columna vertical) en la que esté asignada el elemento. Por ejemplo,  el Litio se ubica en el grupo 1A, entonces tiene 1 electrón de valencia. 
Excepto los grupos 3-12 (los metales de transición), el dígito de las unidades del número de grupo identifica cuántos electrones de valencia se pueden asociar con un átomo neutro de un elemento listado en dicha columna.

Tabla periódica de los elementos

 * El método general de contar electrones de valencia no es útil en los metales de transición. En su lugar se utiliza el método  de número de electrones. 

** Excepto para el helio, el cual sólo tiene 2 electrones de valencia. 

## Configuración electrónica
Los electrones que determinan la valencia – cómo reacciona químicamente un átomo – son aquellos con la energía más alta].
Para un elemento del grupo principal, los electrones de valencia se definen como aquellos electrones que residen en la capa electrónica del número cuántico principal n más alto. Así, el número de electrones de valencia que pueda tener depende de la configuración electrónica de forma sencilla. Por ejemplo, la configuración electrónica del fósforo (P) es 1s2 2s2 2p6 3s2 3p3 de modo que hay 5 electrones de valencia (3s2 3p3), correspondientes a una valencia máxima para P de 5 como en la molécula PF5; esta configuración normalmente se abrevia como [Ne] 3s2 3p3, donde [Ne] significa los electrones del núcleo cuya configuración es idéntica a la del gas noble neón.
Sin embargo, los elementos de transición tienen niveles de energía (n−1)d que están muy cerca en energía del nivel ns. Entonces, a diferencia de los elementos del grupo principal, un electrón de valencia para un metal de transición se define como un electrón que reside fuera de un núcleo de gas noble. Por lo tanto, generalmente, los electrones d en los metales de transición se comportan como electrones de valencia aunque no estén en la capa más externa. Por ejemplo, manganeso (Mn) tiene configuración 1s2 2s2 2p6 3s2 3p 6 4s2 3d5; esto se abrevia como [Ar] 4s2 3d5, donde [Ar] denota una configuración central idéntica a la del gas noble argón. En este átomo, un electrón 3d tiene una energía similar a la de un electrón 4s, y mucho mayor que la de un electrón 3s o 3p. En efecto, posiblemente haya siete electrones de valencia (4s2 3d5) fuera del núcleo similar al argón; esto es consistente con el hecho químico de que el manganeso puede tener un estado de oxidación tan alto como +7 (en el ion permanganato: MnO−
4). (Pero tenga en cuenta que simplemente tener esa cantidad de electrones de valencia no implica que existirá el estado de oxidación correspondiente, por ejemplo, flúor no se conoce en el estado de oxidación +7).
Cuanto más a la derecha en cada serie de metales de transición, menor es la energía de un electrón en una subcapa d y menos propiedades de valencia tiene dicho electrón. Así, aunque un átomo de níquel tiene, en principio, diez electrones de valencia (4s2 3d8), su estado de oxidación nunca supera los cuatro. En el caso del zinc, la subesfera 3d está completa en todos los compuestos conocidos, aunque contribuye a la banda de valencia en algunos compuestos. Patrones similares son válidos para los niveles de energía (n-2)f de los metales de transición internos.
El recuento de electrones d es una herramienta alternativa para comprender la química de un metal de transición.

## La espectroscopia electrónica
Con la espectroscopia electrónica y de rayos X se han obtenido pruebas de la no intervención de los electrones internos. La energía requerida para separar los electrones internos de un átomo casi es independiente de si el átomo está en un compuesto o es de un elemento combinado. La energía necesaria para separar los electrones externos depende mucho del estado de combinación del átomo.
Los métodos espectroscópicos constituyen una herramienta de indudable valor en la investigación de la estructura y de la dinámica de la materia, desde la escala atómica hasta las grandes moléculas de la vida.
La espectroscopia tiene como objetivo proporcionar una base sólida de los principios del método y técnica espectroscópicos. Se presentan con claridad los fundamentos básicos de la espectroscopia, centrados en torno al acto espectroscópico elemental, en el que un haz de radiación electromagnética interacciona con un átomo o molécula e induce transiciones entre sus niveles de energía. Se desarrollan los diferentes tipos de espectroscopias de forma actualizada, incluyendo los grandes avances que en ellas han supuesto la utilización de fuentes de radiación láser y la óptica no lineal.

## Reacciones químicas
El número de electrones de valencia en un átomo gobierna su enlace. Por lo tanto, los elementos cuyos átomos tienen el mismo número de electrones de valencia a menudo se agrupan en la tabla periódica de los elementos, especialmente si también tienen los mismos tipos de orbitales de valencia.
El tipo más reactivo de elemento metálico es un metal alcalino del grupo 1 (por ejemplo, sodio o potasio); esto se debe a que dicho átomo tiene un solo electrón de valencia. Durante la formación de un enlace iónico, que proporciona la energía de ionización necesaria, este electrón de valencia se pierde fácilmente para formar un ion (catión) positivo con una capa cerrada (por ejemplo, Na + o K+). Un metal alcalinotérreo del grupo 2 (por ejemplo, magnesio) es algo menos reactivo, porque cada átomo debe perder dos electrones de valencia para formar un ion positivo con una capa cerrada (por ejemplo, Mg2 +).
Dentro de cada grupo (cada columna de la tabla periódica) de metales, la reactividad aumenta con cada fila inferior de la tabla (de un elemento liviano a un elemento más pesado), porque un elemento más pesado tiene más capas de electrones que un elemento más liviano; Los electrones de valencia de un elemento más pesado existen en número cuántico principal más alto (están más lejos del núcleo del átomo y, por lo tanto, tienen energías potenciales más altas, lo que significa que están menos unidos).
Un átomo no metálico tiende a atraer electrones de valencia adicionales para alcanzar una capa de valencia completa; esto se puede lograr de una de dos maneras: un átomo puede compartir electrones con un átomo vecino (un enlace covalente), o puede quitar electrones de otro átomo (un enlace iónico). El tipo más reactivo de elemento no metálico es un halógeno (por ejemplo, flúor (F) o cloro (Cl)). Tal átomo tiene la siguiente configuración electrónica: s2p5; esto requiere solo un electrón de valencia adicional para formar una capa cerrada. Para formar un enlace iónico, un átomo de halógeno puede quitar un electrón de otro átomo para formar un anión (p. ej., F−, Cl−, etc.). Para formar un enlace covalente, un electrón del halógeno y un electrón de otro átomo forman un par compartido (p. ej., en la molécula H–F, la línea representa un par compartido de electrones de valencia, uno de H y otro de F).
Dentro de cada grupo de no metales, la reactividad disminuye con cada fila inferior de la tabla (de un elemento liviano a un elemento pesado) en la tabla periódica, porque los electrones de valencia tienen energías progresivamente más altas y, por lo tanto, están menos unidos de manera progresiva. De hecho, el oxígeno (el elemento más ligero del grupo 16) es el no metal más reactivo después del flúor, aunque no es un halógeno, porque las capas de valencia de los halógenos más pesados tienen números cuánticos principales más altos.
En estos casos simples donde se obedece la regla del octeto, la valencia de un átomo es igual al número de electrones ganados, perdidos o compartidos para formar el octeto estable. Sin embargo, también hay muchas moléculas que son excepciones, y para las cuales la valencia está menos claramente definida.

## Conductividad eléctrica
Los electrones de valencia también son responsables del enlace en los elementos químicos puros, y de que su conductividad eléctrica sea característica de metales, semiconductores o aislantes.
Los elementos metálicos generalmente tienen una alta conductividad eléctrica cuando están en estado sólido. En cada fila de la tabla periódica, los metales se encuentran a la izquierda de los no metales, por lo que un metal tiene menos electrones de valencia posibles que un no metal. Sin embargo, un electrón de valencia de un átomo metálico tiene una pequeña energía de ionización, y en el estado sólido este electrón de valencia es relativamente libre de abandonar un átomo para asociarse con otro cercano. Esta situación caracteriza el enlace metálico. Este electrón "libre" puede moverse bajo la influencia de un campo eléctrico, y su movimiento constituye una corriente eléctrica; es responsable de la conductividad eléctrica del metal. El cobre, el aluminio, la plata y el oro son ejemplos de buenos conductores.
Un elemento no metálico tiene una baja conductividad eléctrica; actúa como aislante eléctrico. Un elemento de este tipo se encuentra hacia la derecha de la tabla periódica, y tiene una capa de valencia que está al menos medio llena (la excepción es el boro). Su energía de ionización es grande; un electrón no puede salir fácilmente de un átomo cuando se aplica un campo eléctrico, por lo que un elemento de este tipo sólo puede conducir corrientes eléctricas muy pequeñas. Ejemplos de aislantes elementales sólidos son el diamante (un alótropo del carbono) y el azufre. Estos forman estructuras de enlace covalente, ya sea con enlaces covalentes que se extienden por toda la estructura (como en el diamante) o con moléculas covalentes individuales débilmente atraídas entre sí por fuerzas intermoleculares (como en el azufre). (Los gases nobleses permanecen como átomos individuales, pero éstos también experimentan fuerzas de atracción intermoleculares, que se hacen más fuertes a medida que se desciende en el grupo: el radón hierve a -61,7 °C).
Un compuesto sólido que contenga metales también puede ser un aislante si los electrones de valencia de los átomos metálicos se utilizan para formar enlaces iónicos. Por ejemplo, aunque el sodio elemental es un metal, el cloruro de sodio sólido es un aislante, porque el electrón de valencia del sodio se transfiere al cloro para formar un enlace iónico y, por tanto, ese electrón no puede moverse fácilmente.
Un semiconductor tiene una conductividad eléctrica intermedia entre la de un metal y la de un no metal; un semiconductor también difiere de un metal en que la conductividad de un semiconductor aumenta con la temperatura. Los semiconductores elementales típicos son el silicio y el germanio, cada uno de cuyos átomos tiene cuatro electrones de valencia. Las propiedades de los semiconductores se explican mejor utilizando la teoría de bandas, como consecuencia de un pequeño hueco energético entre una banda de valencia (que contiene los electrones de valencia en el cero absoluto) y una banda de conducción (a la que los electrones de valencia son excitados por la energía térmica).